# L'asso di cuori
L'asso di cuori (The Ace of Hearts) è un film muto del 1921 diretto da Wallace Worsley e prodotto da Samuel Goldwyn. Sceneggiato da Ruth Wightman su un soggetto per il cinema di Gouverneur Morris, aveva come interpreti Lon Chaney, Leatrice Joy, John Bowers, Hardee Kirkland, Raymond Hatton, Edwin Wallock.

## Trama
I membri di una società segreta deliberano l'assassinio di un ricco borghese e Forrest, un giovane affiliato, viene scelto attraverso la carta dell'asso di cuori come esecutore del delitto. Forrest, in realtà, si è unito alla banda solo per amore di Lilith, una dei membri: lei - sebbene non lo ami - accetta di sposarlo. La donna, ben presto si rende conto che lui la ama davvero e, poiché Forrest si è dimostrato incapace di portare a termine il compito che gli era stato affidato, cerca di salvarlo dal destino che lo aspetta per aver disatteso l'ordine di uccidere. Farralone, un suo seguace che le ha promesso di salvarle il marito, fa saltare per aria il covo dove si sono riuniti i giudici della società segreta, sterminandone i membri.

## Produzione
La lavorazione del film, che fu prodotto dalla Goldwyn Pictures Corporation, durò da metà marzo a fine aprile 1921.

## Distribuzione
Il copyright del film, richiesto dalla Goldwyn, fu registrato il 9 settembre 1921 con il numero LP16948.

Distribuito negli Stati Uniti dalla Goldwyn Pictures Corporation nell'ottobre 1921, il film fu presentato in prima il 17 settembre 1921 a Omaha, nel Nebraska.

Copia completa della pellicola si trova conservata negli archivi dell'International Museum of Photography and Film at George Eastman House di Rochester.
Il film è stato distribuito in DVD.
In Italia non venne mai distribuito nei cinema, ma solo in DVD nel 2011 dalla Cecchi Gori Home Video.